# Санжиев, Буянто Сайнцакович
Буянто Сайнцакович Санжиев (1912—2000) ― советский и российский историк, доктор исторических наук, профессор, заведующий кафедрой истории КПСС и партийного строительства исторического факультета Иркутского государственного университета.

## Биография
Родился 12 ноября 1912 года в Ноёхоне, Селенгинского уезда, Забайкальской области в крестьянской семье. Помимо трудовой деятельности, обучался в Селенгинской семилетней школе.
После окончания педагогического техникума поступил в МГПИ, также принимал активное участие в научной и общественно-политической жизни данного учебного учреждения, являлся членом ВКП(б) с 1930 года.
В 1938 году, с отличием окончив институт, был направлен на работу в Бурятию. Заведовал сектором истории Бурят-Монгольского государственного научно-исследовательского института языка, литературы и истории (ГИЯЛИ). Занимал следующие должности на преподавательской и руководящей партийной работе: заведующий отделом печати, заведующий отделом школ и науки, старший преподаватель Бурятского пединститута, заместитель директора ГИЯЛИ, ответственный редактор газеты «Буряад-Монголой унэн».
С декабря 1946 года работал в вузах Иркутска, более 20 лет заведовал кафедрой истории КПСС Иркутского института народного хозяйства. В 1953 году в Московском университете имени М. В. Ломоносова успешно защитил кандидатскую диссертацию о ведущей роли рабочего класса в строительстве многонационального государства. В 1968 году, продолжая тему национального вопроса в жизни государства, защитил докторскую диссертацию, в дальнейшем стал профессором.
С 1971 года и до последних дней жизни он заведовал кафедрой истории партии и партийного строительства на историческом факультете ИГУ, также являлся профессором-консультантом на кафедре отечественной истории и политологии университета. В 1972 году была создана аспирантура при кафедре истории КПСС исторического факультета, а в 1983 году под его руководством открыта историко-партийная специальность для студентов факультета.
Значительный вклад Б. С. Санжиева был направлен на подготовку и аттестацию научно-педагогических кадров Сибири и Монголии. Длительные годы он возглавлял аспирантуру, являлся членом объединённого учёного Совета по историческим и филологическим наукам при ИГУ. С 1976 по 1991 год являлся председателем специализированного Совета по защите докторских и кандидатских диссертаций по историческим наукам, в котором работал до конца жизни.
Буянто Сайнцакович выступил в качестве оппонента на защитах кандидатских, докторских диссертаций, в том числе у академика А. П. Деревянко, профессора Ю. Л. Аранчына и др. Кроме того, он являлся научным руководителем более 40 аспирантов и соискателей, многие из которых впоследствии стали докторами наук. Более 10 лет состоял членом специализированного Совета по историческим наукам ИИФиФ СО АН СССР, по приглашению академика А. П. Окладникова. Также длительные годы являлся председателем Восточно-Сибирского совета по координации и планированию гуманитарных наук, членом Головного Совета по истории партии Минвуза РСФСР. Выступал с докладами и сообщениями на межвузовских, региональных, всесоюзных и международных конференциях, с лекциями и научными докладами во время заграничных поездок в МНР, КНДР, ЧССР, НРБ. С 1968 по 1987 год являлся заместителем председателя президиума правления Иркутской областной организации общества «Знание».
Автор более 150 научных работ по национальной политике и национально-культурному строительству, в основе которых были неопубликованные архивные материалы, содержащие новые теоретические обобщения и выводы, включая: 12 монографических исследований, более 30 научных статей в академических изданиях и центральной печати. Получил Государственную премию как соавтор и редактор пятитомной «Истории Сибири», член Главной редакции четырёхтомного академического издания «Истории рабочего класса Сибири». Работы Б. С. Санжиева изданы в Монголии, Чехословакии и Японии.
За научно-педагогическую и общественно-политическую деятельность отмечен орденом Трудового Красного Знамени, медалями «За доблестный труд в Великой Отечественной войне 1941-1945 гг.», «За трудовое отличие», «Ветеран труда», «За активную работу Всесоюзного общества „Знание“». Союзом журналистов Бурятской АССР ему присужден диплом лауреата республиканской премии имени Я. Гашека за книгу «Ярослав Гашек ― интернационалист». Действительный член Российской академии гуманитарных наук.

## Основные труды

### Монографии
- Ярослав Гашек в Восточной Сибири. — [Иркутск], 1961. — 64 с.
- В едином строю. Претворение в жизнь ленинских идей сближения наций в условиях Сибири. — Иркутск : Иркут. кн. изд-во, 1963. — 135 с.
- В. И. Ленин и проблемы Сибири. — [Иркутск] : Вост.-Сиб. кн. изд-во 1964. — 28 с.
- Сближение наций в борьбе за создание материально-технической базы коммунизма. (по материалам Сибири) / ред. Ф. А. Кудрявцев. — Улан-Удэ : Бурят. кн. изд-во, 1966. — 356 с.
- Исторический опыт КПСС по укреплению содружества и дальнейшему сближению наций в период строительства коммунизма (по материалам Сибири) : автореф. дис. … д-ра ист. наук. — М., 1967. — 53 с.
- Торжество ленинской национальной политики (из истории образования СССР). — Иркутск : [б.и.], 1972. — 2, п. л.
- Ярослав Гашек — интернационализм. — Улан-Удэ : Бурят. кн. изд-во, 1986. — 126, [2] с.
- Доржи Банзаров : изучение научного наследия : к 170-летию со дня рождения. — Иркутск : Изд-во Иркут. гос. ун-та, 1992. — 37 с.
- Ярослав Гашек в Сибири : докум. очерк о деятельности писателя-интернационалиста в период гражд. войны / Иркут. гос. ун-т, Бурят. культ. центр Иркут. обл. — Иркутск : Вост.-Сиб. кн. изд-во, 1993. — 206 с.
- Ноехон в далеком и близком прошлом : ист. очерк / Иркут. гос. ун-т, Обществ.-науч. центр «Сибирь». — Иркутск : Сибирь ; Улан-Удэ, 1995. — 69 с.
- Общественно-политическая жизнь и национально-культурное строительство Советской Бурятии в канун и годы Великой Отечественной войны : (странички воспоминаний: люди и события). — Иркутск : Сибирь, 1995. — 180 с.
- Доржи Банзаров : изучение научного наследия. — 2-е изд., доп. — Иркутск : Сибирь ; Улан-Удэ, 1998. — 130 с.

### Научные статьи
- О первом бурятском революционере Ц. Ц. Ранжурове // Записки ГИЯЛИ. — 1940. — Вып. II.
- Из прошлого Бурят-Монголии: краткий ист. обзор // 50-летие Кяхтинского краеведческого музея им. В. А. Обручева. — М., 1941. — 1,0 п. л. — Соавт.: К. Виноградов.
- В Бурят-Монгольском институте языка, литературы и истории // Историк-марксист. — № 3. — С. 150—151.
- Исследователь истории бурят-монгольского народа // Записки ГИЯЛИ. — 1941. — Вып. III—IV. — С. 200—212.
- Аграрная программа большевиков в первой русской революции // Учен. зап. / ИФЭИ. — Иркутск, 1957. — Вып. IV. — С. 132—153.
- Иркутская партийная организация в последний период гражданской войны // Учен. зап. / ИФЭИ. — Иркутск, 1957. — Вып. VI. — С. 37-91.
- Ярослав Гашек ― активный участник борьбы за укрепление Советской власти в Восточной Сибири // Тр. / БКНИИ СО АН СССР. — Улан-Удэ, 1961. — Вып. 6. — 2,0 п. л.
- Народохозяйственные связи — важнейшая сфера укрепления экономической общности социалистической нации // Тр. / Иркут. ин-та нар. хоз-ва. — Иркутск, 1965. — Вып. 1 (VIII). — 2,0 п. л.
- К вопросу об укреплении экономической основы сближения наций и народностей // Проблемы изучения национальных отношений в Сибири на современном этапе : материалы. — Новосибирск, 1967. — 0,5 п. л.
- Глава девятая. Национальные районы Сибири // История Сибири с древнейших времен до наших дней : в 5 т. — Л., 1969. — Т. 5 : Сибирь в период завершения строительства социализма и перехода к коммунизму. — С. 408—431. — Соавт.: Ю. Б. Строкач.
- Заветы В. И. Ленина о развитии Сибири и современная Сибирь // Тр. / Иркут. гос. ун-т им. А. А. Жданова. Сер. историческая. — Т. 76, вып. 4 : Партийные организации Восточной Сибири в борьбе за осуществление ленинских идей о преобразовании Сибири. — С. 3-14.
- В. И. Ленин и вопросы социалистического преобразования Сибири // 50 лет освобождения Забайкалья. — Чита, 1972. — 0,5 п. л.
- Н. А. Сердобов. История формирования тувинской нации : рецензия // История СССР. — 1972. — № 6. — 0,2 п. л. — Соавт.: Ф. А. Кудрявцев.
- Социальная однородность наций в свете решений XXIV съезда КПСС // Рабочий класс и крестьянство национальных районов Сибири. — Новосибирск : Наука, 1974. — 0,6 п. л.
- Осуществление ленинской национальной политики в Сибири // В. И. Ленин и социалистическое преобразование в Сибири. — М. : Наука, 1974. — 0,2 п. л.
- Рабочий класс и интернационализация общественной жизни // Рабочий класс Сибири в условиях развитого социализма. — Красноярск, 1974. — 0, 5 п. л.
- Иркутская партийная организация в борьбе за ликвидацию последствий колчаковщины и упрочение Советской власти // Очерки истории Иркутской организации КПСС. — Иркутск, 1976. — Ч. II, кн. 1. — С. 23-37.
- Социалистическое соревнование ― решающий фактор социальной активности трудящихся (историографическое обозрение) // Партийное руководство социалистическим соревнованием на стройках Восточной Сибири : сб. науч. тр. — Иркутск, 1980. — 2,0 п. л.
- Ведущая роль рабочего класса в сближении наций // Сибирь в прошлом, настоящем и будущем. — Новосибирск, 1981. — С 99-100.
- Развитие и сплочение народов Сибири в составе новой исторической общности ― советского народа // За советскую, социалистическою Сибири : материалы науч. конф. — Иркутск, 1982. — 1,0 п. л. Соавт. : А. П. Окладников.
- Некоторые итоги и перспективы научных исследований историков партии вузов Восточной Сибири // XXVI съезд КПСС и задачи кафедр общественных наук : сокр. стеногр. отчет. — М., 1982. — С. 114—116.
- Jaroslava Hasek ― sefredaktor buriatskeho casopicu Or // Sesiety novinara Rocnic XVIII. — Praga, 1984. — 0,1 п. л.
- Ведущая роль рабочих в общественно-политической жизни // История рабочего класса Сибири. — Новосибирск, 1986. — Кн. 4, гл. VI. — 8,0 п.л. — Соавт.: Л. Х. Корякова, В. И. Сверчков [и др.].
- Ярослав Гашек в Сибири // Литературная Сибирь. — Иркутск, 1986. — Т. 1. — С. 207—211.
- Гэсэр — Илиада народов Центральной Азии // Взаимоотношения народов России, Сибири и стран Дальнего Востока : материалы Междунар. науч.-практ. конф., 12-15 окт. 1995 г. — М.- Иркутск; 1995. — С. 26-31.
- Изменение в численном составе бурятского народа в дореволюционную и советскую эпохи // Современное положение бурятского народа и перспективы его развития : материалы науч.-практ. конф. — Улан-Удэ, 1966. — Вып. 2. — С. 40-44.

### Публикации в СМИ
- О чистке партячеек Чикойского куста Кяхтинского аймака // Бурят.-Монг. правда. — 1933. — 18 сент. — Соавт.: Н. Хаук.
- Перестройку оргпартийной и массовой работы в центр внимания // Ударник. — 1933. — 1 мая.
- 48. Моя беседа с тов. Апасовой // Культармеец. — 1936. — 17 июня.
- Шире фронт борьбы с религиозными пережитками // Бурят.-Монг. правда. −1939. — 11 июня.
- Возрожденная Бурят-Монголия // Известия. — 1940. — 12 окт.
- Итоги и перспективы (о научно-исследовательской работе ГИЯЛИ) // Бурят.-Монг. правда. — 1941. — 4 янв.
- Крупное исследование по истории бурят-монгольского народа // Бурят.-Монг. правда. — 1941. −8 февр.
- Ро boky velke revoluce Sovetcka Sibir nezapomina na Rudoarmeice Jaroslava Haska // Руде право. — Прага. — 1982. — 9 дек.